# رجب بوحويش
رجب بوحويش (1876-1950) شاعر ليبي اسمه رجب أحمد بوحويش من قبيلة المنفة الليبية وهي القبيلة التي ينتمي لها عمر المختار.
ولد في أرياف طبرق، وحفظ القرآن الكريم وكان يجيد القراءة والكتابة ونظم الشعر، ساهم من خلال شعره في تصوير كفاح الشعب وجهاده ضد الغزو الأيطالي، ومن أشهر أشعاره «مابي مرض غير دار العقيلة» والتي تعتبر ملحمة نضالية ووثيقة تاريخية هامة، وأيضا قصيدة «إن كان تنشدو نحكي لكم عن حالي».
توفي في مدينة بنغازي عام 1950 م.